# Aelurodon
Aelurodon is een uitgestorven geslacht van hondachtigen (Canidae), binnen de onderfamilie Borophaginae. Aelurodon leefde van het vroege Mioceen tot het vroege Plioceen (20,4—5,3 Ma) in Noord-Amerika. Vaak voorkomende synoniemen voor "Aelurodon" zijn "Prohyaena" Schlosser, 1890 en "Strobodon" Webb, 1969

## Evolutie en ecologie

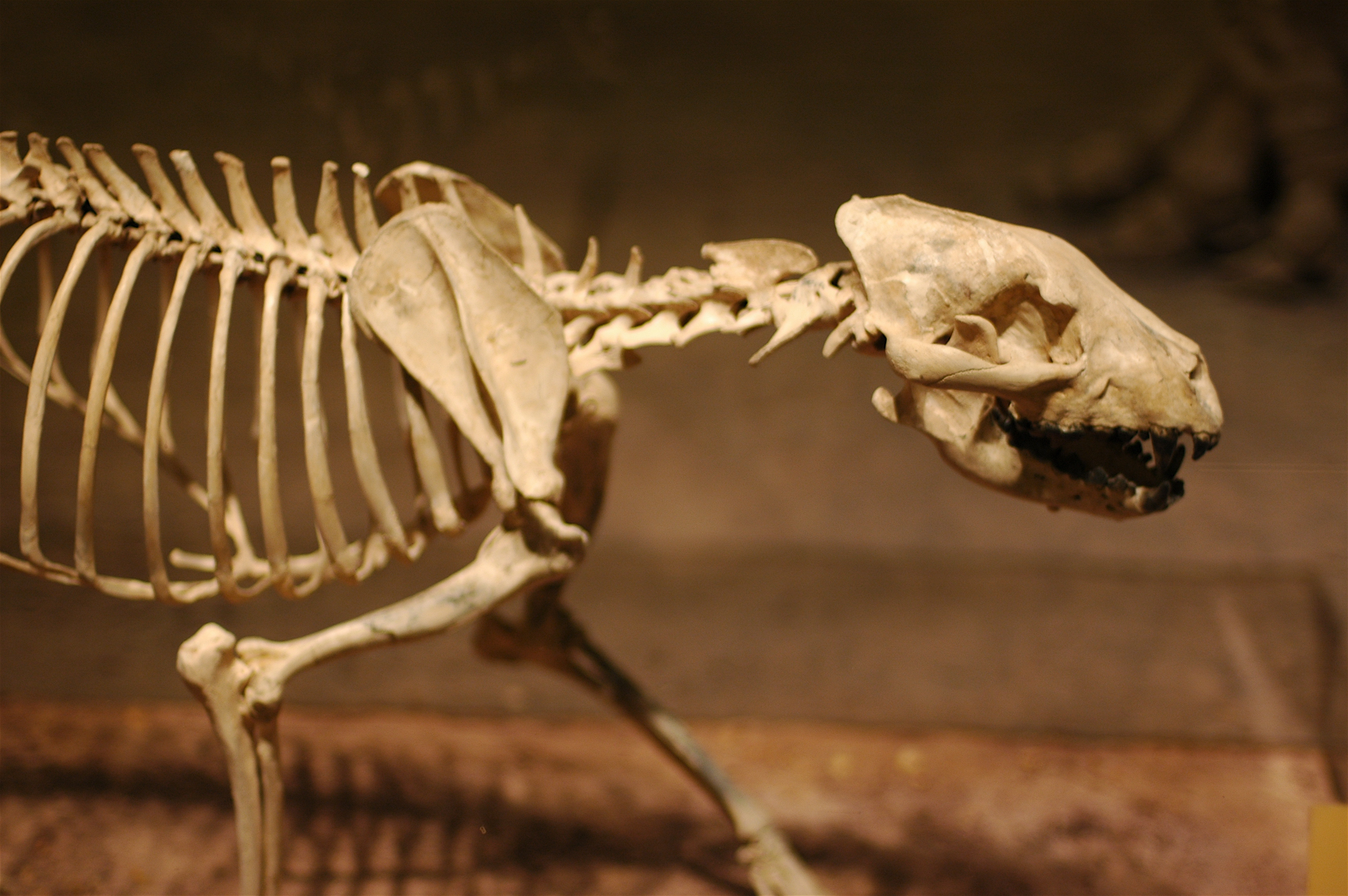
Aelurodon stirtoni

Aelurodon behoort tot de Borophaginae: een onderfamilie van de hondachtigen. De "Borophaginae" worden vaak vrij vertaald als "botbrekers" en ze worden aanzien als Hyena-achtige honden. Aelurodon stamt vermoedelijk af van oudere genera zoals Protomarctus of Tomarctus.
Verschillende soorten binnen het geslacht Aelurodon kwamen verspreid voor in de centrale en westelijke delen van de Verenigde Staten, in het Mioceen. Het Mioceen van Noord-Amerika wordt niet alleen gekenmerkt door de aanwezigheid van Aelurodon, maar ook door de voorname aanwezigheid van vele andere geslachten van hondachtigen; voornamelijk Borophaginae, zoals Epicyon (20,6—5,330 Ma), Paratomarctus (16,3—5,3 Ma), Borophagus (23,3—3,6 Ma), Carpocyon (15,97—4,9 Ma). Daarenboven verschijnt met Canis lepophagus (10,3—1,8 Ma) de eerste wolvensoort in het late Mioceen.
Grotere soorten Aelurodon, zoals A. ferox en A. taxoides joegen waarschijnlijk in roedels, net zoals moderne wolven. en konden zo groot worden als tijgers. Analyse van het gebit van de kleinere Aelurodon doen vermoeden dat de soorten steeds meer hypercarnivoor werden met de tijd, net zoals andere geslachten en soorten binnen de Borophaginae.

## Soorten
Het geslacht Aelurodon telt zes erkende soorten.
- Aelurodon asthenostylus leefde tussen 20,4 en 13,6 Ma en werd beschreven door Wang et al. in 1999. Fossiele restanten van A. asthenostylus zijn gevonden in West-Nebraska, Noord-Colorado, Nevada en zuidelijk Centraal-Californië. Voor twee fossielen van A. asthenostylus werd een lichaamsgewicht van 29,4 kg en 33,0 kg geschat.[6]
- Aelurodon ferox leefde tussen 16,3 en 10,3 Ma. A. ferox werd ontdekt door Leidy in 1858. A. ferox is de eerste soort die in het genus Aelurodon werd geplaatst en is dus de typesoort. Fossiele restanten van de soort zijn gevonden in het gebied tussen de Texaanse Golfkust in het zuiden en Zuid-Montana in het noorden. Voor twee fossielen van A. ferox werd een lichaamsgewicht van 39,9 kg en 45,6 kg geschat.[6]
- Aelurodon mcgrewi leefde tussen 16,3 en 13,6 Ma.  Fossiele restanten van de soort zijn gevonden in West-Nebraska. Voor twee fossielen van A. mcgrewi werd een lichaamsgewicht van 30,6 kg en 34,7 kg geschat.[6]
- Aelurodon montaneis leefde tussen 16,3 en 13,6 Ma.
- Aelurodon stirtoni leefde tussen 16,3 en 10,3 Ma. Fossielen van A. stirtoni zijn gevonden in  West-Nebraska en New Mexico. Voor twee fossielen van A. stirtoni werd een lichaamsgewicht van 29,3 kg en 33,9 kg geschat.[6]
- Aelurodon taxoides leefde tussen 13,6 en 5,330 Ma.  Fossiele restanten van de soort zijn gevonden in Florida, Texas, New Mexico, Kansas en de Baai van San Francisco in Californië. Voor twee fossielen van A. taxoides werd een lichaamsgewicht van 48,8 kg en 56,3 kg geschat.[6]